# Il marito ideale
Il marito ideale (Ein idealer Gatte) è un film del 1935 diretto da Herbert Selpin.
È uno degli adattamenti per il cinema di An Ideal Husband, commedia di Oscar Wilde che venne rappresentata per la prima volta nel 1895.

## Produzione
Il film fu prodotto dalla Terra-Filmkunst.

## Distribuzione
Distribuito dalla Terra-Filmverleih, uscì nelle sale cinematografiche tedesche il 6 settembre 1935.